# Alegrías
Alegrías è un palo del flamenco o anche forma musicale, che ha un ritmo di 12 beat. Simile alle Soleares. I suoi beat accentati sono i seguenti: 1 2 [3] 4 5 [6] 7 [8] 9 [10] 11 [12]. Le Alegrías sono originarie di Cadice. Esse appartengono al gruppo dei palos chiamati Cantiñas e vengono di solito eseguite a un vivace ritmo (120-170 beat per minuto). La più vivaci, e più veloci, sono scelte per il ballo, mentre i ritmi più sobri e quieti sono preferiti per le sole canzoni.
Una delle forme di flamenco strutturalmente più rigorose. Un ballo tradizionale in alegrías deve avere ognuna delle seguenti sezioni: una salida (partenza), un paseo (passo), un silencio (simile a un adagio nel balletto), una castellana (ripresa) e bulerías. Questa struttura non è seguita quando le alegrías sono suonate come una autonoma canzone (senza ballo). In questo caso, le stanze sono combinate liberamente, qualche volta insieme con altri tipi di cantiñas.
Per l'ascolto consigliato di questo palo ricordiamo molti cantanti di Cadice, come Chano Lobato, La Perla de Cádiz, Aurelio Sellé, ma anche generici cantanti come Manolo Caracol o La Niña de los Peines.
Si può anche ascoltare "Mar Amargo" di Camarón e "La Tarde es Caramelo" di Vicente Amigo.
È una delle forme del cante chico del flamenco.